# 広島県道340号下竹仁久芳線
広島県道340号下竹仁久芳線（ひろしまけんどう340ごう しもだけにくばせん）は、広島県東広島市を通る一般県道である。

## 概要
東広島市福富町下竹仁から東広島市福富町久芳に至る。

### 路線データ
- 起点：東広島市福富町下竹仁（広島県道33号瀬野川福富本郷線交点）
- 終点：東広島市福富町久芳（久芳交差点、国道375号交点、広島県道60号大和福富線終点）

## 歴史
- 1993年（平成5年）5月11日 - 建設省から、県道久芳向原線の一部を東広島向原線として主要地方道に指定される[1]。
- 1994年（平成6年）4月1日 - 広島県告示第406号により認定される。

前身は広島県道340号久芳向原線。同路線のうち広島県道80号東広島向原線に移行しなかった部分や広島県道33号瀬野川福富本郷線と重用していた部分を除いた部分が本路線に移行した。
- 2005年（平成17年）2月7日 - 賀茂郡福富町が東広島市に編入されたことに伴い起終点の地名表記が変更される。

## 路線状況
以前は広狭混在の道だったが、福富ダム建設に伴う道路付け替えにより全線が上下2車線の快適な道に生まれ変わった。

## 地理

### 通過する自治体
- 東広島市

### 交差する道路
| 交差する道路                                    | 交差する場所 | 交差する場所         |
| ----------------------------------------------- | ------------ | -------------------- |
| 広島県道33号瀬野川福富本郷線                    | 福富町下竹仁 | 起点                 |
| 国道375号 / 福富豊栄バイパス 国道486号 重複     | 福富町久芳   | 福富支所（北）交差点 |
| 国道375号 国道486号 重複 広島県道60号大和福富線 | 福富町久芳   | 久芳交差点 / 終点    |

### 沿線
- 福富ダム
- 東広島市立福富中学校
- 東広島市役所 福富支所